# لورنا بردون

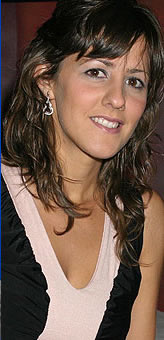

لورنا بردون ویلگاس (مادرید، ۲۰ نوامبر ۱۹۷۳) مجری تلویزیون، سکسولوژیست و بازیگر اسپانیایی است. بین سال‌های ۱۹۹۷ و ۱۹۹۸، او در نسخه اسپانیایی مجله براوو، بخش‌های «عشق، جنسیت و لطافت» فعالیت داشت. آخرین برنامه محبوب او در مورد سکس، Dos rombos بود که از ۱۶ سپتامبر ۲۰۰۴ تا ۳۰ ژوئن ۲۰۰۵ در تله‌بیسیون اسپانیولا پخش شد.